# Stazione di Minamikata (Osaka)
La Stazione di Minamikata (南方駅?, Minamikata-eki) è una stazione ferroviaria delle Ferrovie Hankyū situata a Ōsaka, e si trova nel quartiere di Yodogawa-ku. Presso la stazione si trova anche quella di Nishi-Nakajima Minamigata della linea Midōsuji della metropolitana di Osaka.

## Linee
Ferrovie Hankyū
■ Linea principale Hankyū Kyōto
■ Linea Hankyū Senri

## Struttura
La stazione è realizzata in superficie e dispone di due marciapiedi laterali con due binari passanti.
| 1 | ■ Linea principale Hankyū Kyōto | per Kyoto Kawaramachi, Karasuma, Kita-Senri e Arashiyama |
| 2 | ■ Linea principale Hankyū Kyōto | per Umeda, Jūsō, Kōbe e Takarazuka                       |

### Passaggi a livello
Essendo la stazione vicina al capolinea di Osaka Umeda, il numero dei treni in transito è estremamente elevato, e spesso i passaggi a livello ai suoi lati rimangono chiusi per la maggior parte del tempo. La presenza, inoltre, della tangenziale Shin-Midosuji e della metropolitana sopraelevata sul lato ovest, e della linea Tokaido, anch'essa in viadotto, a est, rendono estremamente complicato il progetto di sopraelevazione della stazione stessa, che potrebbe risolvere il problema del passaggio a livello.

## Stazioni adiacenti
| «                                 | Servizio            | »                  |
| Linea Hankyū Kyōto                | Linea Hankyū Kyōto  | Linea Hankyū Kyōto |
| --------------------------------- | ------------------- | ------------------ |
| Jūsō                              | Locale              | Sōzenji            |
| Jūsō                              | Rapido Semiespresso | Awaji              |
| Tutti gli altri treni non fermano |                     |                    |